# Roberto Alejos
José Roberto Alejos Cámbara (Ciudad de Guatemala, 8 de octubre de 1960) es un político y exdiputado guatemalteco que fue presidente del congreso de Guatemala de 2009 a 2011. 
En 1982, cuando tenía 22 años, integró la Asamblea Nacional Constituyente, que elaboró la Constitución Política de Guatemala que actualmente se encuentra vigente en el país.
Fue diputado del Congreso de Guatemala en tres períodos (1986-1991, 2008-2012 y 2012-2016). En 2011 fue precandidato a la presidencia con el partido Todos, pero se retiró por desacuerdos con sus integrantes y por la situación política del país en ese momento. En la actualidad es el fundador y director de la Asociación Política Caminemos, dedicada a la formación de nuevos liderazgos políticos.

## Biografía
Es considerado un político de nacimiento, porque sus ancestros ostentaron cargos públicos. Su padre, Roberto Alejos Vásquez, originario de Retalhuleu, fue diputado y Primer Vicepresidente del Congreso de la República de Guatemala entre 1978 y 1982. En las elecciones de 2015 fue elegido diputado por el Parlamento Centroamericano. Su madre, Marlene Cámbara de Alejos, oriunda de Jutiapa, maestra de educación primaria, también proviene de una familia de líderes políticos, aunque más dedicada a la ganadería y la agricultura.
La mayor parte de su niñez y juventud se desarrolló en Jutiapa, cerca de su familia materna, lo que le motivó a postularse en 1984 como candidato a diputado de la Asamblea Constituyente por ese departamento con el Partido Revolucionario, con el cual logró la representación y se convirtió en constituyente.
Fue Director Ejecutivo de la Organización de la Sociedad Civil Kaslemal y consultor de varias organizaciones entre la que se encuentran: el Centro Canadiense de Estudios y Cooperación Internacional, El Programa de Naciones Unidas para el Desarrollo; la coordinadora Sí, Vamos por la Paz; el Centro de Mediación y Negociación Internacional.
Es autor de los libros con contenidos guía del qué hacer legislativo guatemalteco entre ellos: Cómo Elaborar Proyectos de ley, y un manual sobre Técnicas de Elocuencia, Negociación y Resolución de Conflictos entre otros. 

### Estudios
Estudió su nivel medio en el Instituto Austriaco Guatemalteco; la carrera de Administración de Empresas en el Walter Collage de la Universidad de Alabama en Estados Unidos; Ciencias Jurídicas y Sociales, en la Universidad Rafael Landívar. Además ha llevado algunos cursos como técnicas de elocuencia, en la Universidad Francisco Marroquín; técnicas parlamentarias y legislativas, en la Universidad de Boston en los Estados Unidos; Alta Gerencia, en el Instituto Centroamericano de Administración de Empresas (INCAE); y Técnicas Parlamentarias en la Unión Interparlamentaria (UIP), en Ginebra, Suiza.

## Trayectoria política
En 1982, con 23 años de edad e impulsado y asesorado por su padre, logrando ser candidato a diputado para integrar la Asamblea Nacional Constituyente y en los que resultó elegido. Tras la promulgación de la Constitución de Guatemala en 1985, participó en las elecciones y fue diputado al Congreso de la República en la Legislatura 1986-1991.
Durante ese lapso fue integrante de la primera Junta Directiva del Congreso, del período democrático y después integró las comisiones de Relaciones Exteriores, en donde se constituyó como colaborador cercano de Edmond Mulet, diplomático destacado en la Organización de Naciones Unidas (ONU), con quien visitó varios países en importantes misiones para el servicio exterior de Guatemala.

## Presidencia del Congreso
En 2008 dentro de la junta directiva electa figuró como Primer Secretario de la Junta Directiva del Legislativo, durante ese período se impulsaron reformas a la Ley Orgánica del Parlamento que fueron aprobadas y a través de las cuales fueron borradas las firmas de los diputados de las cuentas bancarias de ese organismo, lo que significó una innovación en la transparencia parlamentaria, según indicaron expertos en ese momento.
En 2009 fue elegido Presidente del Congreso de la República de Guatemala por primera vez y logró reelegirse en ese cargo en los períodos de 2010 y 2011 con el apoyo de más de 105 diputados -de los 158 que integraban el parlamento guatemalteco- de 13 bancadas distintas, donde ninguna tenía mayoría simple -80 votos-.
Durante su presidencia en el Organismo Legislativo se impulsó una política de «puertas abiertas», donde se organizaron cabildos abiertos con la sociedad civil para resolver conflictos que ocurrían, recibir propuestas de ley y escuchar sus argumentos sobre las iniciativas que se discutían en el momento para posteriormente trasladarlas al pleno del congreso ya cuando todos los sectores estuvieran de acuerdo.
En ese período hubo los consensos necesarios para aprobar importantes leyes que se necesitaban en ese momento, como la de Armas y Municiones, Empresas Privadas de Seguridad, el Sistema Penitenciario, Alianzas Público-Privadas, Extinción de Dominio y otras normativas que reformaron el sector justicia en Guatemala.

### Ejes de trabajo
Entre algunos decretos que se aprobaron durante el período que ejerció como presidente del congreso se encuentran:
- Reforma a la Ley Nacional de Personas con Discapacidad, con la cual se reconoce la acondroplasia como discapacidad.[6]

- Reforma a la Ley del Consejo Nacional de Atención al Migrante, para que los guatemaltecos que viven en Estados Unidos, con o sin documentos, tengan acceso a mejores servicios por parte de los consulados guatemaltecos, sean asesorados legalmente sobre su situación migratoria y puedan votar.

- Ley que instaló la Oficina de Acceso a la Información del Congreso, por medio de la cual se pudo tener acceso a como votan los diputados, si asisten o no a las sesiones, si participan en las comisiones de trabajo, las iniciativas de ley que proponen y su trayectoria, entre otros datos públicos.
- Se habilitó el Canal de televisión del Congreso y el portal web del organismo, al tiempo que introdujo al parlamento guatemalteco en las redes sociales y abrió espacios de fiscalización ciudadana.[6]